# Kreilerwoud

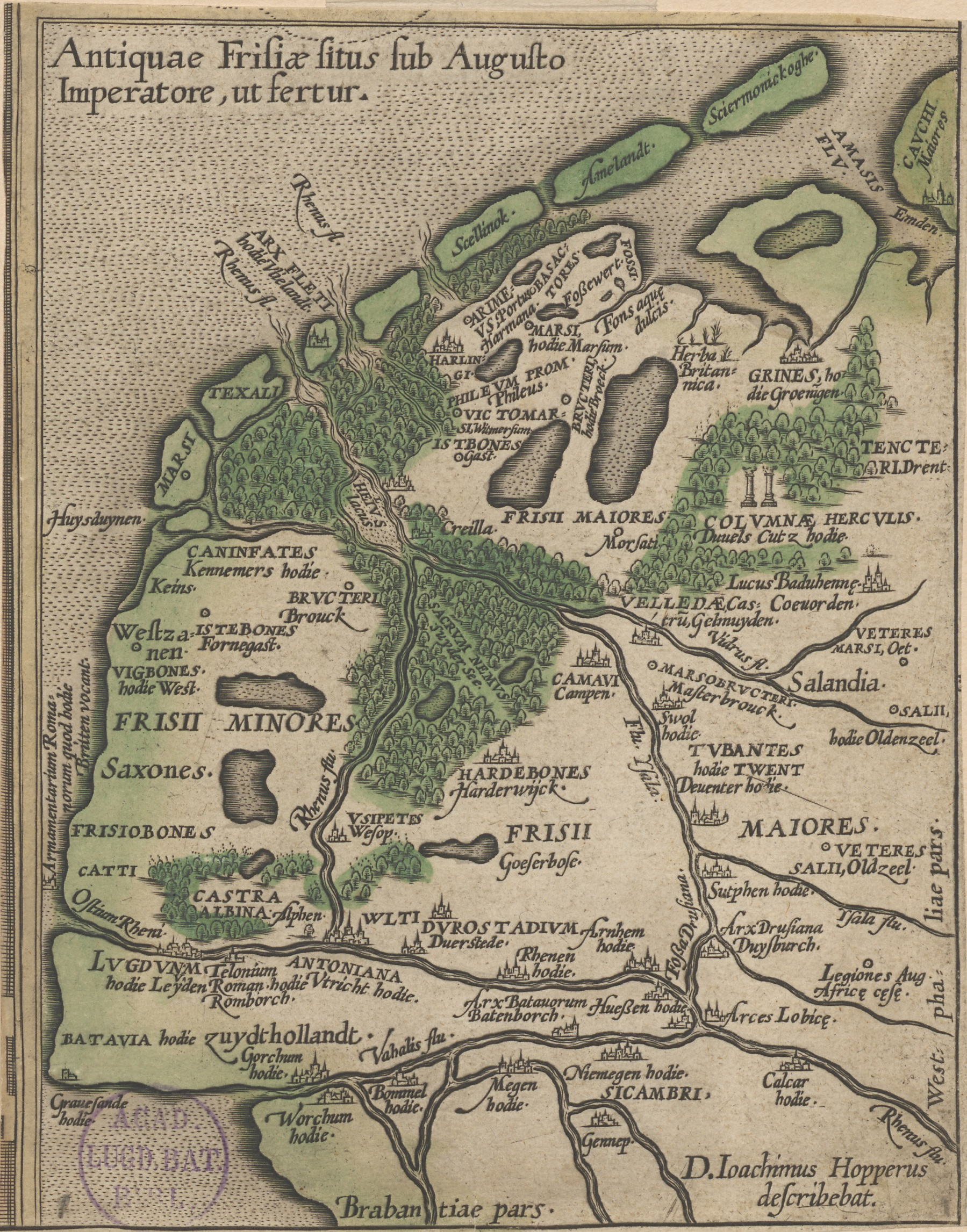
Joachim Hoppers, Antiquae Frisiae situs sub Augusto Imperatore, ut fertur (De plek van het oude Friesland onder keizer Augustus, zoals uit de berichten blijkt). Inzetkaart in Sibrandus Leo, Frisia Occidentalis, Antwerpen: Abraham Ortelius, 1579

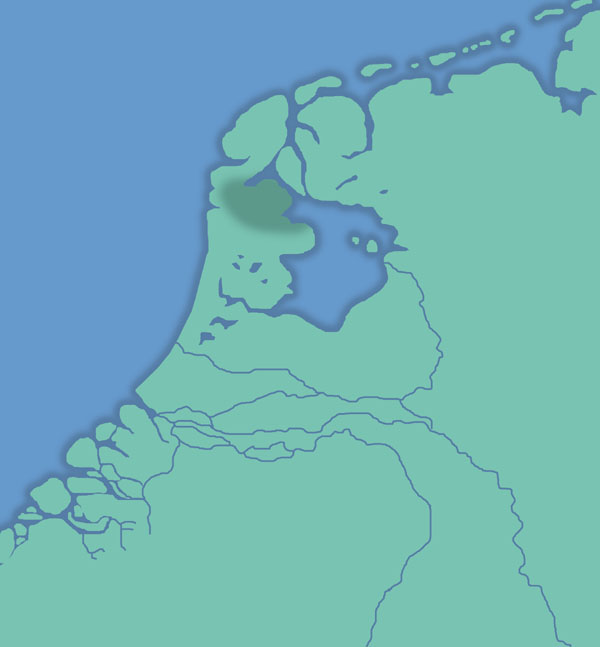
De vermeende ligging van het Creiler Woud, zoals dat in 1170 zou zijn verdronken.

Het Kreilerwoud is een uit sagen bekend bos. Aangenomen wordt dat het verwijst naar de broekbossen die in de vroege middeleeuwen tussen West-Friesland en Midden-Friesland hebben gelegen. 
De naam (de) Kreil of Creil is ontleend aan een ondiepte of zandbank in de Zuiderzee tussen Stavoren en Enkhuizen, die al op een zeilaanwijzing uit 1398 wordt vermeld. De topografische kaart van omstreeks 1850 vermeldt De Kreijl, de hedendaagse topografische kaart Kreil. 
Op de meeste oude en op alle nieuwere kaarten wordt de Kreil ongeveer 5 tot 6 km ten westen van Stavoren gelokaliseerd. In de 16e eeuw werd soms de suggestie gewekt dat het gebied vlak onder de Midden-Friese kust lag. 

## Naam
Het woord Kreil gaat terug op een Romaans leenwoord dat 'rijshout, vlechtwerk' of mogelijk ook 'broekbos' betekent.
De naam werd in de late middeleeuwen verbonden met een ondiepte in de monding van wat inmiddels de Zuiderzee was. Engelse troepen die de graaf Albrecht van Beieren in 1398 kwamen helpen bij de verovering van Friesland, moesten "voer Staveren buten die Kreil omme zeilen". 
De ondiepte Kreijll staat afgebeeld op een handgetekende kaart van Noord-Holland en Friesland, vervaardigd door Christiaan Sgrooten in 1570  en verwerkt in de gedrukte kaart van Gerard Mercator uit 1585 (De Kriel). Ook de cartograaf Lucas Waghenaer tekende Kreil op zijn zeekaart van 1585. Het is niet uitgesloten dat het woord ook een meer dubbelzinnige betekenis had.

## Sagen
Resten van prehistorische broekbossen zijn nog steeds terug te vinden op de bodem van het IJsselmeer. De vondst van boomstronken gaf vermoedelijk aanleiding tot sagen. 

De Coronike van Vrieslant uit het midden van de 15e eeuw meldt over de Kreil: 
Ende ghi sult weten dat die zee veel scade gedaen heft in Vrieslant, als wel blijct bij de meren die daerin liggen. Ende tuschen Staveren ende Enchusen dat was al een heel lant: men mochtet wel gaen te voete. Daer staen noch husen op Staveren, daer die sparren op gewassen zijn op die kreyl, dat nu in die wilde zee staet.
Peter van Thabor schrijft omstreeks 1520 hetzelfde, maar hij stelde dat het woud zich uitstrekte van Kampen tot aan de monding van het Vlie bij Harlingen. Het woud zou volgens hem bij een stormvloed in 1250 zijn verdronken. Andere kronieken stelden vervolgens dat het gebied al rond het jaar 600 in zee was verdwenen.

Het Kreilerwoud werd verbonden met een tweede sage, namelijk dat er in het jaar 409 een vrijplaats of azylon zou zijn gebouwd tussen Medemblik en Stavoren. Mensen die elders vervolgd werden, konden hier toevlucht zoeken. Cornelius Aurelius noemt dit in zijn populaire Divisiekroniek, gedrukt in 1517:
een tempel, genoemt Asilum, daer alle misdadige ende verbannen luden hoir toevlucht in hadden, in manieren als Romulus binnen Romen hadde doen maken.
Het bos verschijnt tevens op een kaart van Noord-Nederland in de Romeinse tijd, die werd vervaardigd door de jurist en oudheidkundige Joachim Hoppers. Deze werd gedrukt als inzetkaart bij de kaart Frisia Occidentalis van Sibrandus Leo, uitgegeven in 1579 door Abraham Ortelius. In zijn voorstelling reikte het woud van Vlieland tot Amsterdam en Kampen. Midden in de Zuiderzee tekent Hoppers vlak bij Creilla een sacrum nemus. Dat is het 'heilige woud' van de oude Batavieren. dat door Tacitus wordt vermeld. De fantasierijke kroniek van Ocka Scharlensis, die rond 1575 werd vervaardigd, maar eerst in 1597 gedrukt, brengt deze elementen samen.
Hij beweert dat Floris II van Holland in 1119 in conflict raakte met de Friese edelman Gale Iges Galama over de jachtrechten in het woud. Het conflict zou in 1165 door keizer Frederik I Barbarossa zijn bijgelegd. In 1247 zou ook graaf Willem III van Holland hier met zijn edellieden en vazallen hebben gejaagd.
Pier Winsemius voegt daar in 1622 aan toe dat het jachtrecht eerder berustte bij de Friese koningen, die op het Roode Klif bij Stavoren hun zomerverblijf zouden hebben. Het Kreilerwoud zou tijdens Allerheiligenvloed van 1170 verzwolgen zijn door de Zuiderzee, die toen ontstond. Voorafgaande aan de stormramp had men levende haring in een put gevonden. Dit alles berust niet op historische bronnen en is grotendeels uit de fantasie van 16e-eeuwse geleerde schrijvers ontsprongen.

## Andere nederzettingen
De namen van de nieuwe dorpen Creil in de Noordoostpolder (1950) en Kreileroord in de Wieringermeer (1957) verwijzen naar het legendarische woud. Mogelijk geldt dit ook voor de Noord-Hollandse buurtschap Kreil aan de Westfriese Omringdijk (genoemd sinds 1597).